# Gothminister
Музыкальная группа Готми́нистер (англ. Gothminister) была создана в 1999 году Бьёрном Александром Бремом.
В 2000 году к группе присоединился клавишник Halfface , а затем — гитарист Machine и Dementia, она же фотограф Сандра Йенсен (которая разработала художественное оформление группы).
В 2003 году группа Готминистер выпустила дебютный альбом под названием Gothic Electronic Anthems и получила блестящие отзывы как в немецкой, так и в международной прессе, а заголовки Метал Хэммер в Великобритании гласили: «восставшие из мёртвых возродились».
Готминистер выпустила несколько успешных клубных синглов, наибольшего успеха из которых добился хит «Angel», вошедший в десятку лучших хитов в списке немецких альтернативных групп.
Готминистер выступала на всех крупных фестивалях в Германии, таких как Wave Gotik Treffen, фестиваль Дарк Сторм, два года подряд группу приглашали на фестиваль М’эра Луна и она также выступала перед более чем 10,000 зрителей на фестивале Схаттенрайх в концертном зале «Арена» в городе Оберхаузен вместе с такими группами, как Oomph!, In Extremo и Within Temptation.
Готминистер добилась огромного успеха, и в ноябре 2003 года дебютный альбом был переиздан компанией Драккар Энтертеймент GmbH/BMG. С тех пор в группе Готминистер появилось два новых участника: клавишник Android и «живой» барабанщик Chris Dead.
В новом альбоме в музыке Готминистера как никогда раньше делается акцент на тяжёлые гитары и мрачный метал. Элементы электронного звучания тоже присутствуют, но скорее в виде фона, чтобы освободить место для потрясающих оркестровых помпезных настроений.

## Состав
- Gothminister (Бьёрн Брем) — вокал
- Halfface (Том Кальстад) — клавишные
- Icarus (Гленн Нильсен) — гитара
- Chris Dead (Кристиан Свендсен) — барабаны

## Дискография
Альбомы:
- 2001 — «Angel (Demo EP)»
- 2003 — «Gothic Electronic Anthems»
- 2005 — «Empire of Dark Salvation»
- 2008 — «Happiness in Darkness»
- 2011 — «Anima Inferna»
- 2013 — «Utopia»
- 2017— «The Other Side»
- 2022— «Pandemonium»

Синглы:
- 2002 — «Angel»
- 2002 — «Devil»
- 2003 — «The Holy One»
- 2005 — «Dark Salvation»
- 2005 — «Swallowed by the Earth»
- 2008 — «Dusk Till Dawn»
- 2009 — «Freak»
- 2011 — «Liar»
- 2013 — «Utopia»
- 2017 — «Der Fliegende Mann»
- 2017 — «The Sun»
- 2017 — «Ich Will Alles»
- 2017 — «We Are The Ones Who Rule The World»
- 2022 — «Pandemonium»
- 2022 — «Demons»
- 2022 — «This is your darkness»

Видео клипы:
- 2008: «Darkside»
- 2009: «Freak»
- 2013: «Utopia»
- 2013: «Horrorshow»
- 2017: «Der Fliegende Mann»
- 2017: «The Sun»
- 2017: «Ich Will Alles»
- 2017: «We Are The Ones Who Rule The World»
- 2022: «Pandemonium»
- 2022: «This is Your Darkness»
- 2022: «Demons»
- 2022: «Star»